# Udo Horsmann
Udo Horsmann (* 30. März 1952 in Beckum) ist ein ehemaliger deutscher Fußballspieler.

## Karriere
Horsmann begann bei der in seinem Geburtsort im heutigen Kreis Warendorf ansässigen SpVg Beckum mit dem Fußballspielen. Er rückte zur Saison 1970/71 in die erste Mannschaft auf und absolvierte fünf Spielzeiten in der Verbandsliga Westfalen. 1975 wurde er von Talentscouts des FC Bayern München entdeckt und als Bundesligaspieler verpflichtet.
Der meist als linker Außenverteidiger oder seltener links in einer Dreierkette agierende Horsmann debütierte am 16. August 1975 (2. Spieltag) beim 2:1-Sieg im Auswärtsspiel gegen den Karlsruher SC; sein erstes Bundesligator erzielte er am 29. Mai 1976 (32. Spieltag) beim 1:1 im Heimspiel gegen Eintracht Frankfurt mit dem Führungstreffer in der 58. Minute. Des Weiteren bestritt er 30 DFB-Pokal-Spiele und war dreimal als Torschütze erfolgreich.
International kam er 54-mal zum Einsatz: In den beiden Spielen um den Weltpokal 1976, je zweimal um den UEFA Super Cup 1975 und 1976, 29-mal im Europapokal der Landesmeister, 13-mal im UEFA-Pokal und sechsmal im Europapokal der Pokalsieger. Im letztgenannten Wettbewerb erzielte er am 3. November 1982 beim 4:1-Sieg im Zweitrundenrückspiel in München gegen den amtierenden englischen Pokalsieger Tottenham Hotspur mit dem Treffer zum 2:0 in der 52. Minute auch sein einziges Tor auf internationaler Vereinsebene. Gegen den englischen Meister Aston Villa verlor er 1982 mit dem FC Bayern München das Finale um den Europapokal der Landesmeister. Horsmann bestritt für den FC Bayern von 1975 bis 1983 242 Bundesligaspiele und erzielte 20 Tore.
Zur Saison 1983/84 wechselte er nach Frankreich zum Erstligisten Stade Rennes und bestritt 32 von 38 Ligaspielen. Nachdem der Aufsteiger als Tabellenletzter wieder in die Ligue 2 abgestiegen war, kehrte Horsmann nach Deutschland zurück. Für den 1. FC Nürnberg bestritt er 13 Zweitligaspiele und wurde im Oktober 1984 fristlos entlassen, nachdem er zusammen mit fünf anderen Spielern die Ablösung von Trainer Heinz Höher gefordert und einen Trainingsboykott organisiert hatte.
In der Saison 1985/86 spielte er noch für den TSV 1860 München in der damals drittklassigen Bayernliga, ehe er seine Karriere beim heute nicht mehr existierenden Amateurverein FSV München ausklingen ließ. Für diesen trat Horsmann nach dem Aufstieg 1988/89 in der viertklassigen Landesliga Süd an, wobei er 15 Einsätze absolvierte. Zu seinen Mitspielern beim FSV gehörte auch der langjährige Physiotherapeut des FC Bayern, Alfred „Fredi“ Binder.

## Erfolge
- Weltpokal-Sieger 1976
- Europapokalsieger der Landesmeister 1976
- Deutscher Meister 1980, 1981
- DFB-Pokal-Sieger 1982
- DFB-Supercup-Sieger 1982 (inoffiziell)

## Sonstiges
Udo Horsmann, dessen Vater Schreinermeister war, hatte vor seiner Fußballerkarriere eine Schreinerlehre und ein Innenarchitekturstudium absolviert. Nach der Fußballerkarriere war er als Designer seiner eigenen Möbel-Kollektion tätig. Mit steigendem Alter wurde das Schreinern mehr Hobby als Beruf.